# Šančiai

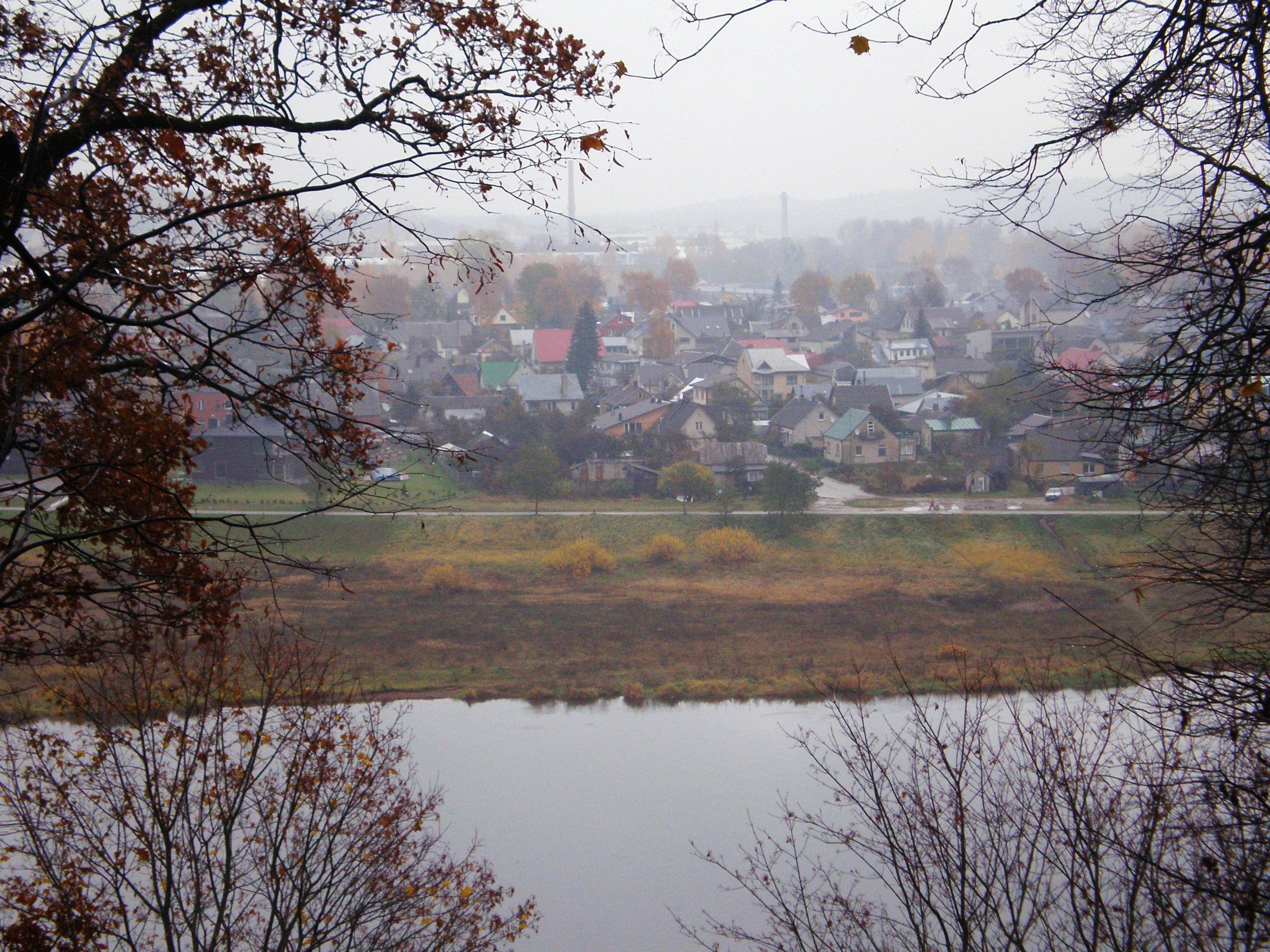
Žemieji Šančiai

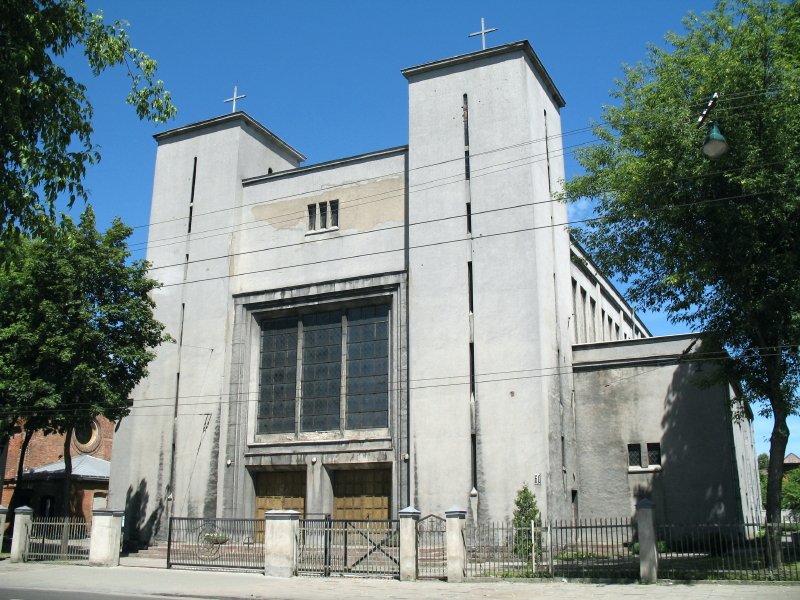
Kirche Šančiai

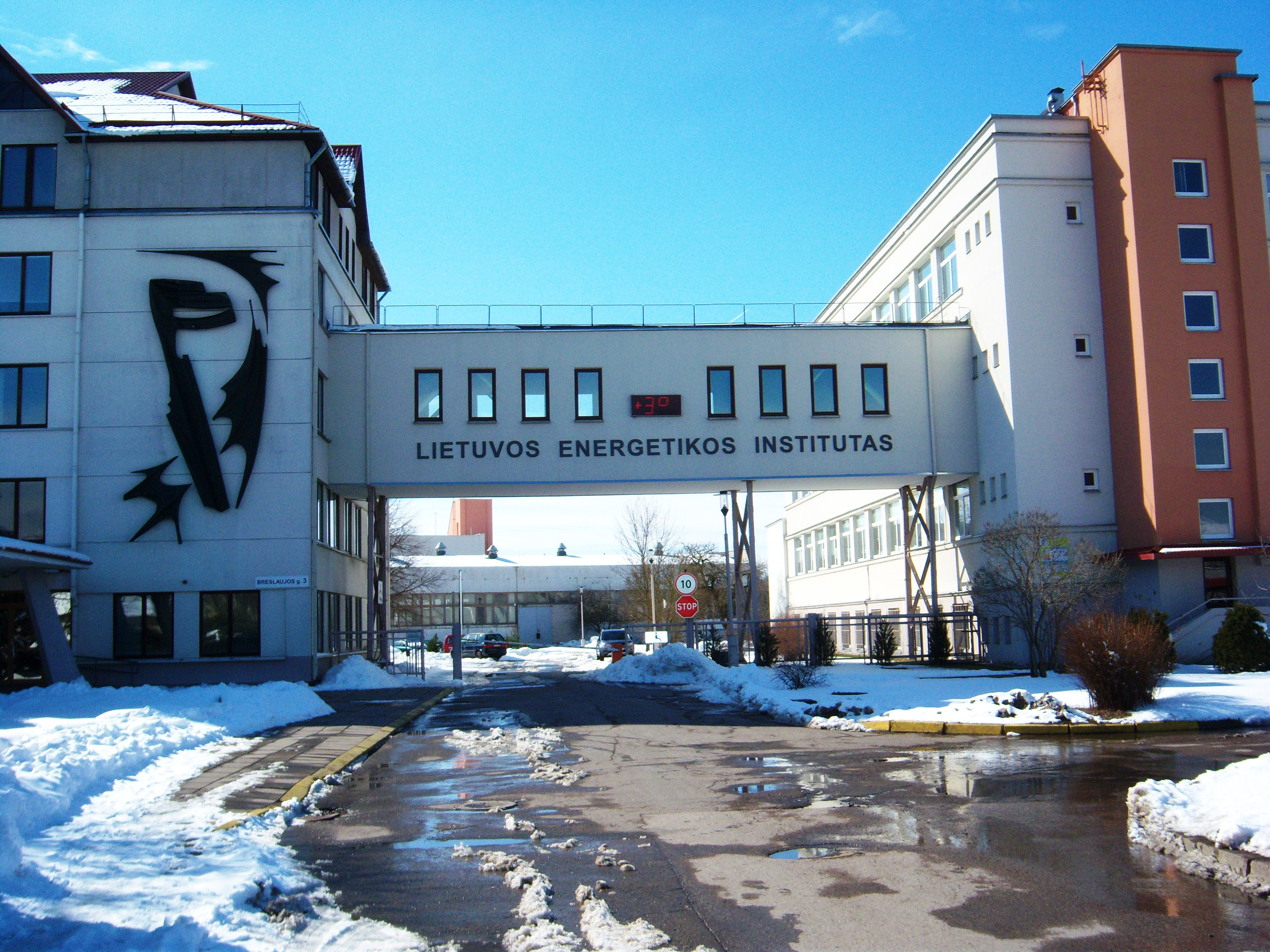
Lietuvos energetikos institutas

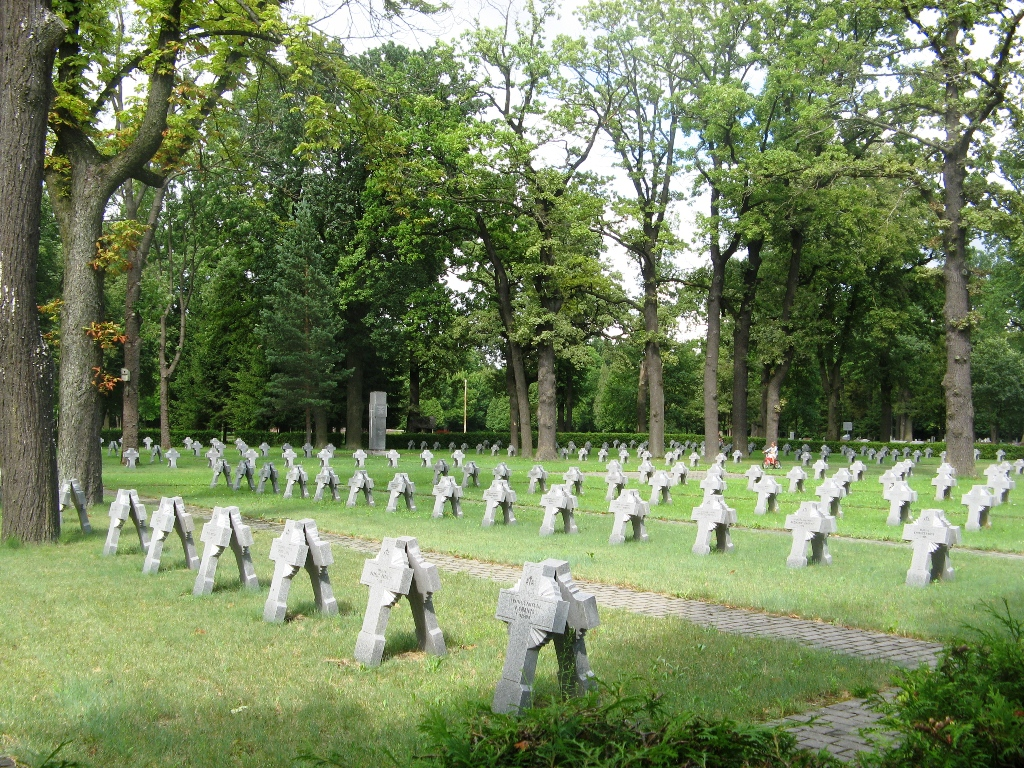
Friedhof Aukštieji Šančiai

Šančiai ist ein Stadtteil von Kaunas, der zweitgrößten Stadt Litauens. Er erstreckt sich südöstlich vom Bahnhof Kaunas, am rechten Ufer der Memel. Der nordöstliche Teil von Šančiai ist Aukštieji Šančiai und der südliche Žemieji Šančiai. Im Südosten steht die Brücke Panemunė, die Šančiai mit Panemunė verbindet. Die Čiurlionis-Brücke im Nordwesten verbindet mit Freda. Es gibt die Wallburg Aukštieji Šančiai, den Eisenbahntunnel Kaunas, einige Kirchen, den Soldatenfriedhof (seit 1883), ein Krankenhaus (Respublikinė Kauno ligoninė) und eine Poliklinik, die Forschungsinstitute Lietuvos energetikos institutas und Architektūros ir statybos institutas, die Naturwissenschaftliche und Informatik-Fakultät der Vytauto Didžiojo universitetas und eine Bibliothek (seit 1923).

## Geschichte
1879 wurde die deutsche Eisenfabrik „Vestfalija“  errichtet. 1889 lebten hier 2000, 1897 etwa 12.900 Einwohner. 1913 hatte die Eisenfabrik 1.300 Arbeiter.
Hier gab es die Seifenfabrik „Ringuva“ (ab 1920), „AB Drobė“-Fabrik (ab 1922), die Sockenfabrik „Kotton“ (ab 1925) und die Schokoladenfabrik „Tilka“ (ab 1929).

## Personen
- Bronius Oškinis, Konstrukteur
- Dichter Eduardas Mieželaitis, Janina Degutytė, Vytautas Onaitis
- Schriftsteller Jurgis Gimberis, Vytautas Petkevičius, Vytautas Radaitis
- Kinoregisseure Almantas Grikevičius, Algimantas Kundelis
- Schauspieler Monika Mironaitė, Henrikas Kurauskas, Olita Dautartaitė, Dalia Jankauskaitė, Viktoras Šinkariukas, Gintautas Ūzas, Kostas Smoriginas, Jurijus Smoriginas, Solist von Kauno muzikinis teatras Algirdas Jacunskas
- Sänger Aleksas Lemanas, Laima Žemaitytė, Egidijus Sipavičius
- dailininkai Pranas Bartulis, Andrius Deltuva, Linas Deltuva, Jūratė Stauskaitė, Alfonsas Algimantas Svilainis, Rūta Luckienė
- katholische Bischöfe Eugenijus Bartulis, Romualdas Kriščiūnas, Kęstutis Kėvalas
- Komponist Vidmantas Bartulis
- Architekten habilitierte Doktoren Algimantas Miškinis, Vladas Stauskas, Jurgis Vanagas
- Journalisten Dr. Bronius Raguotis, Vincas Oškinis, Juozas Kirkilas, Birutė Garbaravičienė, Dr. Jolanta Varapnickaitė–Mažylė, Algimantas Semaška, Guoda Šalčiūtė, Vida Petrauskaitė-Gavelienė, Virginijus Martišauskas
- Mediker Birutė Žilaitienė, Henrikas Parčiauskas, Liucija Kudzevičiūtė-Sinkevičienė, Rita Domeikaitė-Černiauskienė, Lilijana Kalašaitytė, Rūta Vaičiulytė
- Physiker Jadvyga Zofija Jasevičiūtė, Henrikas Pranevičius, Aleksandras Pleskačiauskas
- Biologe Jeronimas Bieliauskas
- Boxer Algirdas Šocikas
- Raimundas Baltuška, Flottillenadmiral und ehemaliger Befehlshaber der litauischen Seestreitkräfte
- Erfinder Antanas Maslauskas
- Politiker Motiejus Šumauskas, Kostas Onaitis (Verbindungsminister), Aleksandras Abišala, Egidijus Vareikis, Linas Linkevičius, Juozas Bernatonis